# Hard (bài hát)
"Hard" là một bài hát của nữ ca sĩ gốc Barbados Rihanna hợp tác với nghệ sĩ hiphop Young Jeezy. Bài hát lấy từ album phòng thu thứ tư của cô, Rated R (2009). Bài hát được viết bởi Terius Nash, Christopher Stewart, Rihanna, và Jeezy. "Hard" được phát hành tháng 10 năm 2009, dứoi dạng đĩa đơn thứ hai từ Rated R.

## Xếp hạng
| Bảng xếp hạng (2009–10)                            | Vị trí cao nhất |
| -------------------------------------------------- | --------------- |
| Úc (ARIA)                                          | 51              |
| Canada (Canadian Hot 100)                          | 9               |
| Ireland (IRMA)                                     | 33              |
| Nhật Bản (Japan Hot 100)                           | 82              |
| New Zealand (Recorded Music NZ)                    | 15              |
| LỖI: PHẢI CUNG CẤP week CHO BẢNG XẾP HẠNG Slovakia | 21              |
| Thụy Điển (Sverigetopplistan)                      | 26              |
| Anh Quốc (OCC)                                     | 42              |
| UK R&B (Official Charts Company                    | 23              |
| US Billboard Hot 100                               | 8               |
| US Hot Dance Club Songs (Billboard)                | 1               |
| US Hot R&B/Hip-Hop Songs (Billboard)               | 14              |
| US Pop Songs (Billboard)                           | 9               |

 
|

### Xếp hạng cuối năm
| Chart (2010)                     | Position |
| -------------------------------- | -------- |
| Mỹ Billboard Hot 100             | 49       |
| Mỹ Billboard Hot Dance Club Play | 30       |

|}

## Chứng nhận
| Quốc gia                                                                           | Chứng nhận  | Số đơn vị/doanh số chứng nhận |
| ---------------------------------------------------------------------------------- | ----------- | ----------------------------- |
| Hoa Kỳ (RIAA)                                                                      | 2× Bạch kim | 2.000.000‡                    |
| * Chứng nhận dựa theo doanh số tiêu thụ. ^ Chứng nhận dựa theo doanh số nhập hàng. |             |                               |